# Rudolf Kutnar
Rudolf Kutnar (* 18. září 1950 Hradec Králové) je bývalý český a československý politik Československé strany socialistické, v roce 1990 krátce československý ministr zemědělství a výživy.

## Biografie
Roku 1976 absolvoval Vysokou školu zemědělskou v Praze, v roce 1982 pak dokončil studia na Právnické fakultě Univerzity Karlovy. Pracoval v ústředí veterinárních asanačních ústavů České socialistické republiky v Praze, později na pozici vedoucího oborové kontroly. Od roku 1982 byl zaměstnancem Agropodniku Praha-západ jako ekonomický náměstek, od roku 1989 ekonomickým náměstkem v Státním statku Praha-západ v Jenči. Roku 1990 se uvádí jako ekonomický ředitel firmy Micromen. Byl ženatý, měl dvě dcery.
Roku 1980 vstoupil do Československé strany socialistické. Byl jejím funkcionářem na obvodní úrovni. Roku 1986 byl zvolen za poslance ONV Praha 3. Jeho politická kariéra vyvrcholila krátce po sametové revoluci. V roce 1990 působil jako člen rady ONV Praha 3 a jako ekonomický poradce předsedy ČSS. 12. května 1990 byl jmenován ministrem zemědělství a výživy ČSFR. Portfolio si udržel jen krátce, do konce existence vlády, tedy do 27. června 1990.
V komunálních volbách roku 1994 neúspěšně kandidoval za ČSS do zastupitelstva hlavního města Praha a do zastupitelstva městské části Praha 5. Ještě v roce 1995 působil jako místopředseda ČSS.